# Inversión inmobiliaria
La inversión inmobiliaria es aquel tipo de inversión que se realiza en bienes inmuebles con el objetivo de generar un beneficio económico. 
Las formas en las que tradicionalmente se ha hecho inversión en bienes raíces (bienes inmuebles) se da a través de la compra de inmuebles tales como una casa, un apartamento, un local comercial o un terreno esperando captar una valorización o plusvalía del mismo. 
"Tener bienes raíces ha sido considerado por mucho tiempo como una inversión a largo plazo, cargando consigo una buena carga de protección frente a la inflación"
La premisa es que el valor del inmueble comprado puede aumentar su valor y al venderlo posteriormente se obtiene una ganancia con un nivel de riesgo menor que en otros tipos de inversión.
Esa es una manera de monetizar la inversión en bienes raíces pero también se encuentra el caso del alquiler o renta de las propiedades para tener, además de la valorización propia del activo inmueble, una renta periódica. 
En caso de terrenos, y dependiendo de su zonificación, hay la posibilidad de su explotación agropecuaria, venderlos cuando aumenten de precio, o desarrollarlos (construir sobre ellos) con el fin de vender o alquilar la propiedad posteriormente. Además, se pueden enumerar una serie de formas indirectas de obtener beneficios en este tipo de inversión.
Generalmente se considera a los bienes raíces como una de las principales alternativas de inversión, ya que permite al inversor adquirir un activo que históricamente tiende a apreciarse, y que, por tanto, posiblemente crezca en valor al venderse o se pueda alquilar con un buen retorno de la inversión. Así, el precio de las viviendas existentes en los Estados Unidos de América, aumentó un 3,4% anual de 1987 a 2009, en promedio.

## Tipos de inversión inmobiliaria
Algunas de las principales formas de inversión inmobiliaria son las siguientes:
- Inversión inmobiliaria directa: esta modalidad implica la adquisición de bienes inmuebles tangibles, tales como viviendas residenciales, locales comerciales, oficinas o terrenos. El rendimiento económico se deriva principalmente de dos fuentes: la percepción de rentas por arrendamiento y la potencial apreciación del valor del activo para su posterior enajenación.[5]
- Participación en el capital de empresas del sector inmobiliario: consiste en la adquisición de acciones de sociedades cotizadas cuya  actividad principal está vinculada al mercado inmobiliario, como pueden ser empresas constructoras, promotoras o de gestión de activos inmobiliarios.[6]
- Instrumentos de inversión colectiva inmobiliaria: esta categoría engloba fondos de inversión y ETFs (Exchange-Traded Funds) especializados en el sector inmobiliario, que ofrecen una exposición diversificada a múltiples activos y empresas del sector.
- Vehículos de inversión inmobiliaria cotizados: se incluyen aquí los REITs (Real Estate Investment Trusts) en el mercado estadounidense, siendo las SOCIMIs (Sociedades Anónimas Cotizadas de Inversión Inmobiliaria), el equivalente en España. Estas entidades se caracterizan por su obligación de distribuir una proporción significativa de sus beneficios en forma de dividendos.
- Financiación participativa inmobiliaria: también conocida como crowdfunding inmobiliario, esta modalidad permite a los inversores participar en proyectos inmobiliarios específicos a través de plataformas digitales, frecuentemente con umbrales de inversión más accesibles.[7][8]

## Plataformas digitales de inversión inmobiliaria colectiva
En los últimos años, han surgido plataformas digitales que permiten invertir en proyectos inmobiliarios de forma fraccionada, sin necesidad de adquirir una propiedad completa. Este tipo de inversión inmobiliaria indirecta ha ganado popularidad por facilitar el acceso a mercados internacionales, montos mínimos reducidos y procesos 100 % en línea.
Entre las plataformas destacadas se encuentran Urbanitae (España), que permite invertir colectivamente en desarrollos residenciales en distintas ciudades ibéricas; Yieldstreet (Estados Unidos), especializada en activos alternativos como deuda respaldada por bienes raíces; y Growie, una plataforma con sede en Miami enfocada en inversores de América Latina.
Growie permite participar desde USD 1.000 en desarrollos inmobiliarios en ciudades como Miami, Pompano Beach, y Nueva York, mediante la adquisición de participaciones tokenizadas respaldadas por acciones de sociedades inmobiliarias. Su modelo se basa en alianzas con el grupo desarrollador Fortune International Group y la empresa tecnológica Globant, y utiliza tecnología blockchain para asegurar trazabilidad y transparencia en cada inversión.
Según medios como Infobae y La Nación, la plataforma apunta a facilitar el acceso a inversiones inmobiliarias premium para pequeños y medianos inversores latinoamericanos, permitiendo dolarizar ahorros sin necesidad de adquirir propiedades completas.